# Улф Шмид
Улф Кристиан Йохан (Уфе) Шмид (на шведски: Ulf Christian Johan "Uffe" Schmidt) е шведски тенисист.

## Биография
Улф Шмид е роден на 12 юли 1934 г. в Нака, Швеция.

## Кариера
Улф Шмид печели 14 турнира на сингъл, сред които Швеция Оупън в Бостад през 1957 и 1961 г. През 1958 г. той и Свен Давидсон печелят турнира на двойки на Уимбълдън, като побеждават на финала топ поставените Ашли Купър и Нийл Фрейзър. Те са единствените шведски шампиони преди ерата на Бьорн Борг.
Най-добрият му резултат на сингъл на турнир от Големия шлем е достигането до полуфинал на шампионата на САЩ през 1958 г. Шмид не е поставен, побеждава третия поставен Хам Ричардсън в четвъртия кръг, губи от първия поставен Мал Андерсън на полуфинала. На Уимбълдън достига четвъртфинал през 1956 и 1957 г.
Улф Шмид е класиран под номер 8 в света за 1958 г. от Ланс Тингей от „Дейли Телеграф“ и номер 10 през 1961 г.
Той изиграва 102 мача за отбора на Швеция за Купа Дейвис в периода 1955 – 1964 г., като печели 66 от тях.

## Кариерна статистика

### Титли на двойки в турнири от Големия шлем (1)
| година | турнир    | партньор      | съперник                | резултат            |
| ------ | --------- | ------------- | ----------------------- | ------------------- |
| 1958   | Уимбълдън | Свен Давидсон | Ашли Купър Нийл Фрейзър | 6 – 4, 6 – 4, 8 – 6 |